# 2019년 한화 이글스 시즌
2019년 한화 이글스 시즌은 한화 이글스가 KBO 리그에 참가한 26번째 시즌으로, 빙그레 이글스 시절까지 합하면 34번째 시즌이다. 한용덕 감독이 팀을 이끈 2번째 시즌이며, 이성열이 주장을 맡았다. 팀은 10팀 중 정규시즌 9위에 그쳐 포스트시즌 진출에 실패했다.

## 타이틀
- 조아제약 프로야구대상 헤포스상: 정은원
- 스포츠서울 올해의 선행상: 안영명
- 올스타전 추천선수: 최재훈, 정은원, 호잉
- 컴투스프로야구2022 타이틀홀더 라인업: 최재훈 (포수)
- 선발등판: 서폴드 (31)
- 상대한 타자 수: 서폴드 (810)
- 투구 수: 서폴드 (3142)
- 경기 당 투구 수: 서폴드 (101.4)
- 선발 출전(야수): 정은원 (137)
- 수비이닝: 정은원 (1192.2)
- 어시스트: 정은원 (421)
- 병살 처리: 정은원 (115)
- 도루 저지: 최재훈 (31)

### 퓨처스리그
- 아시아 윈터 베이스볼 리그 국가대표: 노시환, 박윤철, 유로결
- 플레이어스 초이스 어워드 퓨처스리그 우수선수상: 문동욱
- 퓨처스 올스타: 김도현, 박성웅, 허관회, 노시환
- 북부리그 타수: 김인환 (274)
- 북부리그 평균자책점: 문동욱 (2.75)
- 북부리그 다승: 문동욱 (8)

## 선수단
- 선발투수: 채드벨, 서폴드, 장민재, 김도현, 김진영, 송창현, 김민우
- 구원투수: 신정락, 김범수, 안영명, 임준섭, 박상원, 박윤철, 송은범, 김종수, 김성훈, 송창식, 이충호, 윤규진, 윤호솔, 서균, 김경태, 김재영, 이태양, 박성웅, 문동욱
- 마무리투수: 정우람, 김진욱, 황영국
- 포수: 최재훈, 지시완, 김종민, 김창혁
- 1루수: 김회성, 김인환, 변우혁, 노시환
- 2루수: 정은원
- 유격수: 오선진, 강경학, 하주석, 박한결, 최윤석
- 3루수: 송광민, 김태연
- 좌익수: 김민하, 최진행, 유로결, 장운호, 박준혁, 백진우, 양성우
- 중견수: 장진혁, 이시원, 이원석, 정근우
- 우익수: 호잉, 이성열
- 지명타자: 김태균, 박상언, 이창열

## 여담
- 4월 7일 롯데 자이언츠와의 경기에서 팀은 3회초에만 무려 20명의 타자가 타석을 소화하여 KBO 리그 사상 단일 이닝 최다 타석 소화 기록을 세웠으며, 그 이닝에만 13안타 16타점 16득점을 기록하며 KBO 리그 역대 한 이닝 최다 안타, 타점, 득점 기록도 세웠다.
- 안영명은 터프 블론홀드 5개로 2013년 이후 KBO 리그 역대 단일 시즌 최다 터프 블론홀드 기록을 세웠다.
- 호잉은 좌전 안타 4개, 좌측 타구 타율 0.080으로 2013년 이후 규정 타석 충족 타자 중 단일 시즌 최소, 최저 기록을 세웠다.
- 이 시즌 최재훈이 포수로 있을 때 상대의 도루기회가 1565회에 달해 최재훈은 2013년 이후 단일 시즌 상대의 도루 기회를 가장 많이 겪은 포수가 되었다.
- 이 시즌에 데뷔한 노시환은 당시 만 19세였는데, WAR -1.45에 그쳐 KBO 리그 역대 10대 타자 통산 최저 WAR을 기록했다. 또한 무관심도루 1회로 2013년 이후 KBO 리그 10대 타자 중 처음으로 무관심도루를 기록했다.
- 정은원은 이 시즌 총 소화 경기 142경기 중 137경기에 선발 출전하여 1192.2이닝동안 수비를 소화하여 2013년 이후 KBO 리그 역대 10대 야수 단일 시즌 최다 기록을 세웠다. 이 중 142경기 출전은 KBO 리그 역대 10대 타자 1위 기록이다.
- 정은원은 이 시즌까지 851타석, 765타수, 198안타, 32 2루타, 9 3루타, 284루타, 70볼넷, 116득점, 151삼진, 7 희생플라이, 65 순수타점, 인플레이타구 609개를 기록해 KBO 리그 10대 타자 통산 최다 기록을 세웠다. 또한 선발 출전 189경기, 수비이닝 1714.1이닝, 398자살, 571보살, 3루 도루 5개, 홈스틸 1회, 좌투수 상대 도루 7개, 더블스틸 3회, 잔루 282개, 2루 도루 실패 6회, 3루 도루 실패 2회, 더블 스틸 실패 1회, 견제사 4회, 2루 》3루 태그업 7회로 2013년 이후 KBO 리그 10대 타자 통산 최다 기록을 세웠다.
- 김이환은 이 시즌까지 통산 2루 견제 아웃 1회를 기록하여 2013년 이후 KBO 리그 역대 10대 투수 최다 기록을 세웠다.
- 팀은 KBO 퓨처스리그 북부리그 우승을 달성했다. KBO 퓨처스리그 북부리그에서 상무 야구단이나 경찰 야구단이 아닌 팀이 우승을 한 것은 2003년 SK 와이번스 2군 이후 16년 만이다.